# Diplôme national de technologie spécialisé
Le diplôme national de technologie spécialisé (DNTS) est un diplôme national de l'enseignement supérieur français à finalité professionnelle. Créé à compter de la rentrée 1994-1995, à titre expérimental,, il n’est plus délivré à compter de la rentrée 2021.
Le diplôme est délivré à l'issue d'une formation spécialisée en technologie acquise en un an par alternance après un brevet de technicien supérieur ou un diplôme universitaire de technologie. Classé au niveau III de la nomenclature des formations françaises[réf. nécessaire] et au niveau 5 dans le cadre européen de certification[réf. nécessaire], il ne confère pas le grade de licence. 
Menacé de suppression en 1996 par le projet de licence universitaire de technologie et remis en cause par la création de la licence professionnelle installée sur son créneau, ce diplôme est délivré au cours des années universitaires 1994-1995 à 2019-2020. Plusieurs habilitations ministérielles ont été accordées pour transformer certains DNTS en licences professionnelles.[réf. nécessaire] Les titulaires du DNTS préparé en IUT pour les années scolaires 1995-1996 et 1996-1997 sont respectivement au nombre de 612 (sur un effectif de 661 étudiants - soit 92,581 % de diplômés) et de 715 (sur un effectif de 848 étudiants - soit 84,71 % de diplômés).

## Domaines professionnels
Différents domaines professionnels ont bénéficié d'une offre de formations comme suit :
- Génie biologique et agro-alimentaire :
  - Aquaculture continentale et aquariologie.
  - Génie bio-médical mention Analyses biologiques
  - Maîtrise de l'environnement industriel mention Agroalimentaire
  - Traitement et analyse de l'eau
- Génie santé :
  - Génie génétique, biologie moléculaire, culture cellulaire
  - Génétique moléculaire et culture cellulaire mention Biologie
  - Instrumentation et maintenance biomédicale
  - Microtechniques mention Instrumentation médicale
- Génie civil :
  - Architecture intérieure
  - Conception de structures aérospatiales
  - Construction bois
  - Enveloppe du bâtiment
  - Gestion des systèmes énergétiques
  - Informatique et génie civil
  - Ingénierie des façades légères dans le bâtiment
  - Maintenance nucléaire des systèmes pluritechniques
  - Sciences et techniques de spécialités aérospatiales
  - Techniques de l'aéronautique
  - Techniques aérospatiales mention Équipements aérospatiaux
  - Techniques aérospatiales mention Hyperfréquence et télécommunications
  - Techniques aérospatiales mention Propulseurs aérospatiaux
  - Techniques routières
- Génie chimique et des procédés :
  - Analyse informatique industrielle mention Chimie
  - Centre de recherche études et développement matériaux et procédés en plasturgie
  - Conception et production automatisée mention Conception et fabrication assistées par ordinateur, prototypage rapide
  - Méthodes physico-chimiques d'analyse
  - Protection de l'environnement mention Eau option Ressources et infrastructures
  - Sciences et techniques de l'eau
  - Technique du vide et des matériaux
- Génie électrique et informatique industrielle :
  - Animateur technicien des technologies de l'information et de la communication
  - Développement de systèmes d'informations
  - Génie logiciel mention Chargé de projet informatique, internet et telecom
  - Génie logiciel mention Environnement distribué
  - Génie logiciel mention Gestionnaire de bases de données
  - Informatique et génie civil
  - Systèmes électroniques informatisés
- Génie mécanique et productique :
  - Conception et production automatisée mention Automatique, productique et qualité
  - Conception et production automatisée mention Conception et fabrication assistées par ordinateur - Gestion de production assistée par ordinateur
  - Conception et production automatisée mention Productique option Conception assistée par ordinateur, développement robotique, industrialisation de nouveaux produits
  - Productique mention Génie mécanique
  - Productique mention Outillage plastique
- Qualité logistique et industrielle :
  - Conduite de projets industriels
  - Innovation développement en entreprise
  - Maintenance des transports guidés
  - Métrologie contrôle qualité
  - Métrologie et génie des procédés mention Eau et environnement
  - Technicien et animateur de la qualité
- Gestion et action commerciale :
  - Acheteurs et négociateurs internationaux
  - Cadre technico-commercial mention Instrumentation et informatique industrielle
  - Cadre technico-commercial mention Produits industriels
  - Centre de formation au commerce européen
  - Commerce européen
  - Commercialisation des biens industriels
  - Commercialisation de technologies
  - Développement de projet sur un marché extérieur mention Marché allemand
  - Développement de projet sur un marché extérieur mention Marché américain
  - Développement de projet sur un marché extérieur mention Marché chinois
  - Développement et protection du patrimoine culturel mention Patrimoine, environnement et tourisme
  - Études économiques et conduite de projets
  - Formation supérieure de technico-commercial mention Vente de produits industriels
  - Gestion des activités internationales mention PME - PMI
  - Gestion européenne des petites et moyennes entreprises
  - Gestion spécialisée mention Immobilier
  - Gestion spécialisée mention Point de vente
  - Marketing des biens et services industriels
  - Marketing international
  - Négociateur achat
  - Révision comptable
  - Vente de solutions informatiques
  - Vente spécialisée mention Immobilier

## Sources
1. ↑  Décret no 94-959 du 4 novembre 1994 créant le diplôme national de technologie spécialisé et complétant le décret no 84-573 du 5 juillet 1984 modifié relatif aux diplômes nationaux de l'enseignement supérieur
2. 1 2  Arrêté du 31 mai 1995 relatif à la mise en place à titre expérimental du diplôme national de technologie spécialisé dans certains établissements relevant du ministère de l'éducation nationale ou centres de formation d'apprentis
3. ↑  Décret no 2020-1180 du 25 septembre 2020 mettant fin à la délivrance du diplôme national de technologie spécialisé et modifiant le code de l'éducation
4. ↑  « Diplôme national de technologie spécialisé », sur www.senat.fr, 26 novembre 1998